# Životy těch druhých
Životy těch druhých (německy Das Leben der Anderen) je německý film z roku 2006 režiséra Floriana Henckela von Donnersmarcka, který k němu napsal i scénář a debutoval jím na poli hraného filmu. Film pojednává o odposlouchávání kulturní scény Východního Berlína agenty německé tajné policie Stasi. Ve filmu si zahrál Ulrich Mühe kapitána Gerda Wieslera, Ulrich Tukur jeho nadřízeného Grubitze, Sebastian Koch divadelního scenáristu Georga Dreymana a Martina Gedeck jeho milenku a prominentní herečku Christu-Maria Sielandovou.

## Děj
Ve Východním Berlíně roku 1984 dostane důstojník od Stasi Gerd Wiesler (krycí jméno HGW XX/7) za úkol sledovat spisovatele a dramatika Georga Dreymana, aby ho usvědčil z protistátní činnosti. Wieslerovi se zdá Dreyman podezřelý. Sám si myslí, že je užitečné ho sledovat, ovšem netuší z jakých důvodů podporuje tento podnik ministr kultury Bruno Hempf. Ten se chce zbavit Dreymana, aby měl jeho přítelkyni, herečku Christu-Mariu Sielandovou, jen sám pro sebe. Wiesler umístí štěnice v bytě, ve kterém bydlí Dreyman a Sielandová, a zařídí si na půdě domu odposlouchávací stanici. Přitom je svědkem schůzky Sielandové s Hempfem. Jeho představený mu nařídí, aby nesbíral o ministrovi žádné informace a zkouší ho povzbudit povýšením, když se operace podaří. Wiesler je zklamán, že tato operace není proti „nepřátelům socialismu“, nýbrž slouží osobním cílům.
Když Hempf veze Sielandovou pozdě večer domů, vyláká Wiesler jejího přítele ke dveřím, aby se tento dozvěděl o tom, že se scházejí. Wiesler, který žije sám a nemá žádný soukromý život, může nahlédnout do života umění, otevřeného ducha a do mezilidských vztahů, které on sám nemá. Když se Dreyman snaží se přimluvit u ministra Hempfa za svého přítele Alberta Jersku, který má na sedm let zákaz provozování své práce jako režisér, nemá žádný úspěch. Poté spáchá Jerska sebevraždu. Dreyman hraje na klavír etudu „Sonátu o dobrém člověku“, kterou mu Jerska daroval k narozeninám. Tato hudba Wieslera velmi dojme. Brzy odcizí z Dreymanova bytu knihu od Bertholda Brechta, kterou si čte mimo pracovní dobu. Ve zprávách o sledování píše jen nedůležité věci a vypouští Dreymanovu vyvíjející se politickou činnost, Dreyman totiž změnil názor na vedení NDR. Sielandová začne pod tlakem aféru s Hempfem, čímž ale velmi trpí a vytvoří si závislost na lécích. Před další plánovanou schůzkou s ministrem ji osloví Wiesler v jedné hospodě a povzbudí ji, aby byla upřímná. Ona se potom vrátí domů k Dreymanovi, místo aby strávila noc s ministrem.
Redaktor západoněmeckého magazínu Der Spiegel propašuje psací stroj s červenou náplní do NDR a přenechá ho Dreymanovi. Tento na něm napíše článek o nevšedně vysokém a od 1977 už nezveřejňovaném počtu sebevražd v NDR a o Jerskově zoufalé situaci. Der Spiegel otiskne tento článek jako anonymní. Toto zveřejnění rozzuří vedení Stasi. Ministr Hempf, který je uražen odmítnutím Sielandové nařídí její výslech. Sielandová nedokáže odolat tlaku, nechá se naverbovat jako neoficiální spolupracovnice a prozradí, že její přítel je autor článku v magazínu Der Spiegel. Úředníci Stasi ale při prohledání bytu nenajdou žádný psací stroj. Grubitz, který už mezitím pochybuje o loajalitě Wieslera, nařídí další výslech Sielandové, na který sám dohlíží. Během tohoto výslechu řekne Sielandová Wieslerovi, kde přesně je Dreymanův psací stroj uschován. Tento ale Wiesler odstraní, ještě než Grubitz stihne znova provést prohlídku bytu. Když Grubitz chce otevřít úkryt psacího stroje, neunese Sielandová, která neví, že je prázdný, výčitky svědomí kvůli své zradě. Vybíhá z bytu, nechá se přejet nákladním autem a je smrtelně zraněná. Grubitz nemá důkazy a ví, že Wiesler Dreymana kryl a přeřadí ho ve Stasi na monotónní práci, kontrolu dopisů.
Po znovusjednocení Německa je v divadle představení jedné starší hry Dreymana, při kterém potká Hempfa. Ptá se ho, proč nebyl nikdy sledován, načež mu bývalý ministr odpoví, že byl stále sledován a říká: „Podívejte se při příležitosti za Vaše vypínače“. Potom, co objeví mikrofony, rozhodne se přečíst si svá akta u Stasi. Ze zpráv o sledování zjistí, že ho kryl spolupracovník Stasi s krycím jménem „HGW XX/7“. Dreyman tedy najde Wieslera, který se teď živí roznášením reklam, ale nekontaktuje ho. Za dva roky zveřejní román „Sonáta o dobrém člověku“. Wiesler ji spatří ve výloze knihkupectví, přečte si v této knize: „Věnováno HGW XX/7 z vděčnosti.“ a koupí si ji. Na otázku knihkupce, jestli si přeje dárkové balení, odpoví: „Ne. To je pro mě.“

## Přijetí a ocenění
Film měl premiéru v Německu 23. března 2006, kdy zaznamenal úspěch a předtím, než v roce 2007 získal Oskara za nejlepší zahraniční film, vyhrál v Německu 7 dalších cen (Deutsche Filmpreis) a 11× byl nominován (čímž v počtu nominací vytvořil rekord) a některé další na zahraničních festivalech. Úspěšný byl i komerčně – k listopadu 2007 vydělal 38× víc, než stála jeho produkce za 2 miliony dolarů. Hudbu vytvořili Gabriel Yared a Stéphane Moucha.